# تپه شا دیه
تپه شا دیه مربوط به عصر برنز است و در شهرستان سلسله (الشتر)، بخش مرکزی، دهستان دوآب، ۱ کیلومتری شرق روستای زیر طاق دواب واقع شده و این اثر در تاریخ ۷ اسفند ۱۳۸۶ با شمارهٔ ثبت ۲۱۳۲۲ به‌عنوان یکی از آثار ملی ایران به ثبت رسیده‌است.